# Jeune Femme du peuple
Jeune Femme du peuple est un tableau réalisé en 1918 par le peintre italien Amedeo Modigliani. De format vertical, cette huile sur toile est le portrait d'une jeune femme vêtue de noir assise devant un lit. Le modèle est probablement Germaine Labaye, une amie proche de la compagne de l'artiste, Jeanne Hébuterne. Reçue en don en 1961, l'œuvre est conservée au musée d'Art du comté de Los Angeles, à Los Angeles, en Californie, aux États-Unis.